# 添島義和
添島 義和（そえじま よしかず、1936年12月28日、熊本県玉名郡長洲町-2010年10月2日）は日本の歯科医師、歯学者、開業医。元東京歯科大学臨床教授、元日本口腔インプラント学会副会長・九州支部会長・第37回大会長、元日本審美歯科協会会長（初代）、元九州インプラント研究会会長。

## 経歴
熊本県立熊本高等学校、東京歯科大学卒業後、九州大学医学部歯科口腔外科、熊本大学医学部第一解剖学教室を経て開業。1974年、熊本大学にて医学博士を取得した。
歯科インプラント学の分野で知られる。松元教貢は、日本における即時過重インプラントのパイオニアは、1990年頃より即時加重治療を行っていた添島をおいて他にはいないとしている。

## 所属学会
- 日本歯科医学会 評議員[4]
- 日本口腔インプラント学会副会長・九州支部会長・第37回大会長[4]
- 日本歯科審美学会 名誉会員[8]
- ITI名誉フェロー[5][9]
- 日本審美歯科協会元会長（初代）[4]
- 九州インプラント研究会元会長[5]

## 著書
- 小宮山弥太郎、田之口克規、錦戸徳則、添島義和、田村勝美、渡辺文彦 編『インプラント上部構造の現在』クインテッセンス出版〈QDT別冊〉、1992年1月。ISBN 978-4874173848。
- 小宮山弥太郎、添島義和、渡辺文彦、田村勝美 編『インプラント上部構造の現在〈PART2〉』クインテッセンス出版、1996年12月。ISBN 978-4874175262。